# Olof Bersell
Petrus Olof Immanuel Bersell, född 6 maj 1882 i Rock Island Township i Illinois, död 1 maj 1967 i Minneapolis i Minnesota, var en svensk-amerikansk präst och pedagog. Han var son till Anders Olof Bersell.
Bersell prästvigdes inom Augustanasynoden 1906, blev teologie doktor vid Augustana Theological Seminary 1930 samt president för Augustanasynoden 1935.